# Dia do Orgulho Lusista e Reintegrata
O Dia do Orgulho Lusista e Reintegrata celebra-se a 25 de maio e é um festejo lúdico criado em 2007 na Galiza por pessoas que seguem a linha reintegracionista para a língua galega, isto é, que defendem que o galego e o português são uma só língua.
A data foi escolhida em homenagem a O Guia do Mochileiro das Galáxias (À Boleia Pela Galáxia, no português de Portugal), de Douglas Adams, que assinalava a toalha como um dos utensílios imprescindíveis. É precisamente a toalha o motivo pelo qual muitos galegos travaram o seu primeiro contato com as localidades do norte de Portugal. Por estas razões, o Dia do Orgulho Lusista e Reintegrata coincide propositadamente com o Dia da Toalha, reafirmando o caráter lúdico do evento.